# Луси Хејл
Карен Лусиле Хејл (енгл. Karen Lucille Hale; Мемфис, 14. јун 1989, је америчка глумица и певачица. Хејл је била један од пет победника у ријалити-шоуу америчких јуниора. Славу је стекла улогом Арије Монтгомери у серији Слатке мале лажљивице и Кејти Кин у серији Кејти Кин. За ту улогу освојила је People's Choice Award for Favorite Cable TV Actress у 2014. години. Исте године издала је свој први студијски албум, Road Between.

## Лични живот
Хејл је рођена у Мемфису, Тенеси као ћерка Џули Најт и Престона Хејла. Добила је име по својој прабаки. Има старију сестру, Меги, и полусестру, Кирби. Школована је код куће и, током детињства, ишла је на глуму и певање. Од јануара 2007. године до марта 2009. године била је у вези са Дејвидом Хенријем (енгл. David Henrie).

## Каријера

### Глума
Почела је глумачку каријеру малим улогама у серијама Drake & Josh, Ned's Declassified School Survival Guide, The O.C. и Како сам упознао вашу мајку. Појавила се у две епизоде Дизнијеве серије Чаробњаци са Вејверли Плејса.
У децембру 2009. године, Хејл је изабрана за улогу Арије Монтгомери у серији Слатке мале лажљивице, којом се прославила. Након тога, 2011. године добила је главну улогу у филму Прича о Пепељуги: Једном давно у песми.
Глумила је у филму Острво фантазија.

### Музика
Хејл описује музику као њену прву љубав. Први музички утицаји били су Шанаја Твен и Фејт Хил, али оно што је запалило њену жељу за музиком била је песма Бритни Спирс Baby One More Time. Такође је слушала и Дикси Чикс. Снимила је песме и за A Cinderella Story: Once Upon a Song.